# Fuerza Aérea Popular Vietnamita
La Fuerza Aérea Popular Vietnamita (en vietnamita: Không Quân Nhân Dân Việt Nam) es la actual fuerza aérea de Vietnam. Es la sucesora de la Fuerza Aérea de Vietnam del Norte y absorbió la Fuerza Aérea de Vietnam (de Vietnam del Sur) después de la reunificación de Vietnam en 1975.
La NVAF (por sus siglas en inglés) tuvo un gran papel durante la guerra aérea que se llevó a cabo contra los Estados Unidos en la guerra del Vietnam, al principio de la guerra, el pie de fuerza de la NVAF se basaba principalmente en los aviones subsónicos de fabricación soviético Mig-17 y Mig-19 (junto a sus derivados chinos J-5 y J-6) y como tal no fue mucho para enfrentar a los poderosos cazas estadounidenses que al principio se pensaba que arrasarían con la pequeña fuerza vietnamita, sin embargo, este no fue el caso, con el alargamiento de los enfrentamientos con los estadounidenses junto con la intervención china y soviética, pronto la NVAF empezó a recibir aviones y equipos mejores y de alta tecnología para la época para enfrentar a la poderosa USAF y su contraparte marina US Navy, los cazas vietnamitas empezaron a hacer frente a los poderosos aviones y bombarderos de los estadounidense, con la incorporación en el año de 1967, con la llegada de los aviones Mig-21, los cuales eran los cazas de última tecnología de la Unión Soviética y con la llegada de nuevas piezas antiaérea, de cañones y misiles, tal como los S-75 y los ZSU-57-2, esto hizo que pronto los aviones estadounidenses empezaran a sufrir enormes cantidades de pérdidas, sobre todo por parte de la USAF, que tuvo la enorme cantidad de pérdidas solo en el 67 y 68, de más de 350 aviones, como consecuencia, esto llevó a la enorme deserción de pilotos y técnicos, también dio a los norvietanamitas, la oportunidad de mejorar sus tácticas de combate, hacia el final de la participación de los estadounidenses en Vietnam, la fuerza aérea contaba con en su inventario con más de 51 cazas Mig-17, 27 Mig-19 y 24 Mig-21.
Tras terminar la guerra de Vietnam y la reunificación con Vietnam del Sur, los cazas y aviones de la fuerza aérea de Vietnam, pasaron a formar parte de la fuerza unificada de Vietnam, muchos de estos aviones eran cazas de fabricación estadounidense, Northrop F-5A/B/C Freedom Fighter y Northrop F-5E Tiger II, junto con los aviones de ataque ligero A-37B Dragonfly que formaron parte hasta finales de los 80 e inicios de los 90 en la fuerza aérea de este país, estos también tuvieron gran participación durante la guerra Camboya-Vietnam y después en la guerra Chino-Vietnamita, enfrentándose a los aviones chinos.
Actualmente la fuerza aérea de Vietnam disponía de 4 Su-30MK2 en enero de 2010. Vietnam habría firmado un contrato por 12 Sukhoi Su-30 adicionales en 2009, pero el número de aviones fue reducido a 8. El 20 de julio de 2010, se anunció en el Farnborough Airshow que Vietnam había firmado un contrato por 20 Su-30MK2.

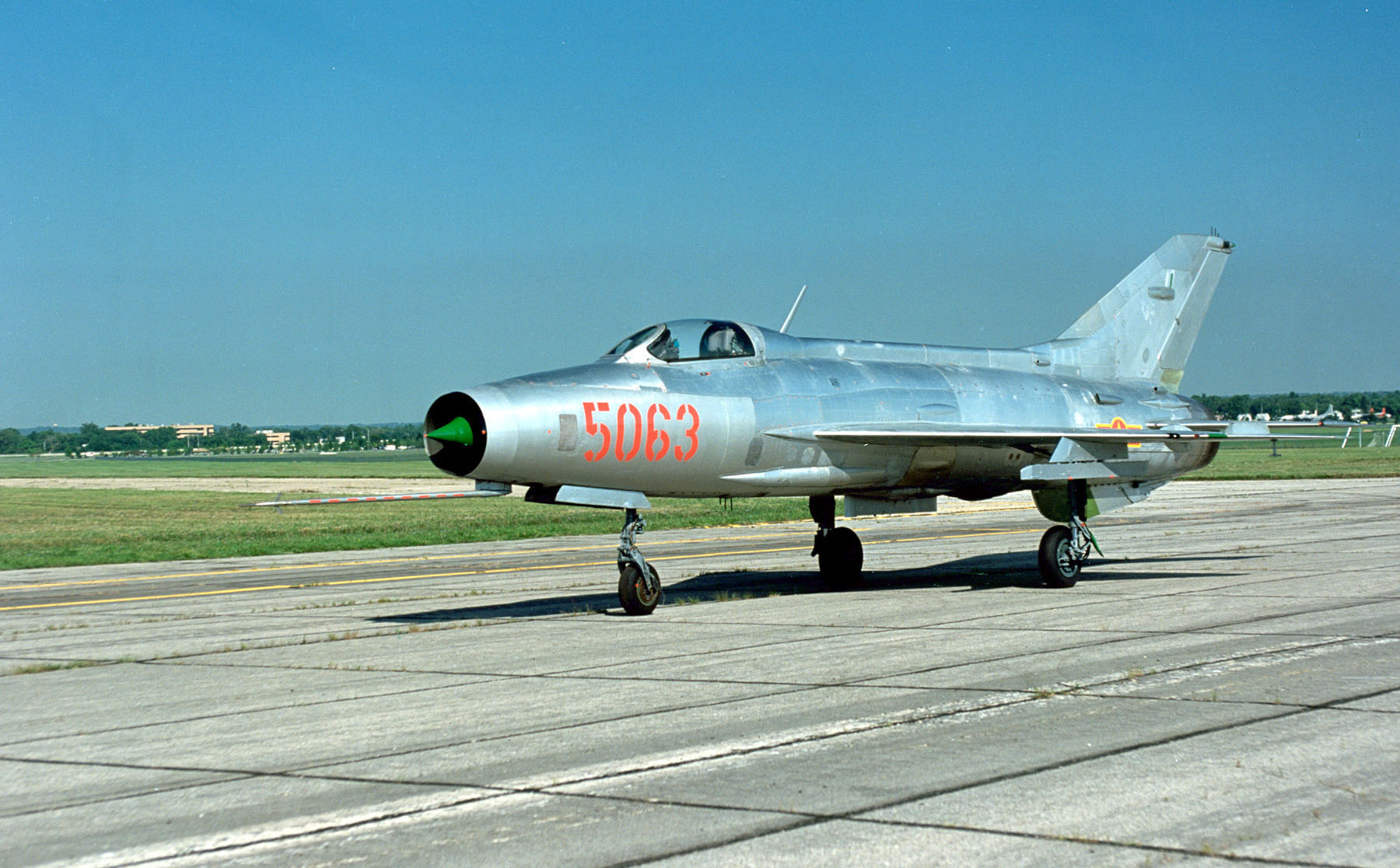
Un MiG-21 Fishbed de la Fuerza Aérea Popular Vietnamita durante la guerra de Vietnam

En febrero del 2021, OMNIPOL (empresa especializa en el comercio internacional de productos de defensa checos) y el Ministerio de Defensa de Vietnam firmaron un contrato para el suministro de doce aviones de entrenamiento avanzado L-39NG, de los que el primero ya está listo para su entrega.
Algunos aviones notables que fueron operados incluyen el Shenyang J-6, el Shenyang J-5 , el MiG-15UTI , el MiG-17F, el MiG-21, el F-5E Tiger II y el A-37B Dragonfly. Los aviones de transporte fueron el C-47 Dakota, el C-130 Hercules, el An-2 Colt, el Antonov An-26 y el Beriev Be-12. Los helicópteros estaban formados por el Ka-25 Hormone, el Mil Mi-24, el Mil Mi-6, el Mil Mi-4 y el CH-47A Chinook. La mayoría de estos aviones han sido vendidos o desguazados debido a la pérdida de piezas. El rápido desarrollo económico de Vietnam está abriendo el país a la inversión extranjera y ha resultado en la nueva adquisición por parte de Hanói de equipos más modernos. La fuerza aérea se considera eficiente, pero los problemas financieros significan que sus programas de mejora serán en el mejor de los casos lentos.

## Inventario de aeronaves
El siguiente es un inventario de las aeronaves de la Fuerza Aérea Popular de Vietnam.
| Aeronave                       | Imagen          | Origen          | Tipo                                                                          | Número          | Versión             | Fabricante      |
| Aviones de caza                | Aviones de caza | Aviones de caza | Aviones de caza                                                               | Aviones de caza | Aviones de caza     | Aviones de caza |
| ------------------------------ | --------------- | --------------- | ----------------------------------------------------------------------------- | --------------- | ------------------- | --------------- |
| Sukhoi Su-30                   |                 | Rusia           | Caza polivalente                                                              | 20(16)          | Su-30MK2            | Sukhoi          |
| Sukhoi Su-27                   |                 | Rusia           | Caza de superioridad aérea                                                    | 12              | Su-27SK Su-27UBK    | Sukhoi          |
| Sukhoi Su-17 / 20 / 22         |                 | Rusia           | Cazabombardero                                                                | 38              | Su-22M3/4 Su-22UM3K | Sukhoi          |
| Mikoyan-Gurevich MiG-21        |                 | Rusia           | Avión de caza                                                                 | 144             | MiG-21Bis MiG-21UM  | Mikoyán         |
| Avión de entrenamiento         |                 |                 |                                                                               |                 |                     |                 |
| Aero L-39 Albatros             |                 | República Checa | Avión de entrenamiento a reacción y ataque ligero                             | 26              | L-39C               |                 |
| Yakovlev Yak-130               |                 | Rusia           | Avión de entrenamiento a reacción y ataque ligero                             |                 |                     |                 |
| Beechcraft T-6 Texan II        |                 | Estados Unidos  | Avión de entrenamiento                                                        |                 |                     |                 |
| Helicópteros                   |                 |                 |                                                                               |                 |                     |                 |
| Mil Mi-17                      |                 | Rusia           | Helicóptero de transporte militar                                             | 90              | Mi-8 Mi-17          |                 |
| Mil Mi-24                      |                 | Rusia           | Helicóptero de ataque                                                         | 25              | Mi-24               |                 |
| Kamov Ka-27                    |                 | Rusia           | Helicóptero utilitario                                                        | 2               | Ka-32               |                 |
| UH-1 Huey                      |                 | Estados Unidos  | Helicóptero de transporte militar / Evacuación médica / Helicóptero artillado | 15              | UH-1H               |                 |
| Aeronave de transporte militar |                 |                 |                                                                               |                 |                     |                 |
| Antonov An-26                  |                 | Ucrania         | Avión de transporte táctico                                                   | 30              |                     |                 |
| Antonov An-28                  |                 | Ucrania         | Avión de transporte táctico                                                   | 1               | M-28                |                 |
| CASA C295                      |                 | España          | Avión de transporte táctico                                                   | 0 (+3)          |                     |                 |
| Avión de patrulla marítima     |                 |                 |                                                                               |                 |                     |                 |
| CASA C-212                     |                 | España          | Avión de patrulla marítima                                                    | 4               |                     |                 |